# Arved
Arved oder Arvid ist ein männlicher Vorname.

## Herkunft und Bedeutung des Namens
Der Vorname entstand aus dem altnordischen Namen Arnviðr, der aus den Elementen arn für Adler (vergleiche Arn) und viðr für Baum zusammengesetzt ist.

## Varianten
Es bestehen international zahlreiche Varianten des Vornamens:
| - Arved - Arvid - Arwed - Arwid | - Arwind - Arnwid - Arvīds - Arvydas |

## Namensträger

### Variante Arved/Arwed
- Arved Birnbaum (1962–2021), deutscher Schauspieler
- Arwed Blomeyer (1906–1995), deutscher Rechtswissenschaftler
- Arwed Bouvier (1936–2012), deutscher Schriftsteller, Bibliothekar und Germanist
- Arved Deringer (1913–2011), deutscher Rechtsanwalt und Politiker
- Arwed Emminghaus (1831–1916), deutscher Nationalökonom und Journalist
- Arved Friese (* 2002), deutscher Schauspieler
- Arved Fuchs (* 1953), deutscher Abenteurer und Autor
- Arwed D. Gorella (1937–2002), deutscher Maler des Neuen Realismus, Buchillustrator, Bühnenbildner, Graphiker und Hochschullehrer
- Arwed Imiela (1929–1982), deutscher Serienmörder
- Arved Kurtz (1899–1995), klassischer Geiger, Dirigent und Musikpädagoge
- Arved Lompe (1907–1985), deutscher Physiker
- Arwed Messmer (* 1964), deutscher Fotograf
- Arwed Roßbach (1844–1902), sächsischer Architekt
- Arved von Schultz (1883–1967), deutscher Geograph
- Arved Schultze (* 1973), deutscher Dramaturg, Kurator und Künstler
- Arved von Taube (1905–1978), deutschbaltischer Historiker
- Arved Viirlaid (1922–2015), estnischer Schriftsteller und Lyriker
- Arwed Vogel (* 1965), deutscher Schriftsteller, Dozent für kreatives Schreiben und Kulturfunktionär
- Arved Ludwig Wieler (1858–1943), deutscher Botaniker und Hochschullehrer

### Variante Arvid//Arvīds/Arwid
- Arvid Aarsnes (1920–2012), norwegischer Organist, Pianist, Dirigent, Musikpädagoge, Komponist und Arrangeur
- Arvid Boecker (* 1964), deutscher Künstler
- Arvid Carlsson (1923–2018), schwedischer Pharmakologe
- Arvid Damm (1869–1927), schwedischer Kryptologe, Ingenieur und Erfinder
- Arvid Fladmoe (1915–1993), norwegischer Geiger, Dirigent und Musikpädagoge
- Arvid Göttlicher (1939–2022), deutscher Lehrer, Historiker der antiken Seefahrt und Autor
- Arvid Gutschow (1900–1984), deutscher Fotograf
- Arvid Harnack (1901–1942), deutscher Jurist und Widerstandskämpfer
- Arvid Horn (1664–1742), schwedischer Politiker
- Arvīds Jansons (1914–1984), lettischer Dirigent in der Sowjetunion
- Arvid Järnefelt (1861–1932), finnischer Schriftsteller
- Arvid Johanson (1929–2013), norwegischer Politiker
- Arwid Kubbel (1889–1938), russischer Schachspieler
- Arvid Lindau (1892–1958), schwedischer Pathologe
- Arvid Lindman (1862–1936), schwedischer Konteradmiral und Politiker, von 1906 bis 1911 Ministerpräsident von Schweden
- Arvid Pardo (1914–1999), maltesischer Diplomat
- Arvīds Pelše (1899–1983), lettischer Politiker in der Sowjetunion
- Arvid Spångberg (1890–1959), schwedischer Wasserspringer
- Arvid Thörn (1911–1986), schwedischer Fußballspieler
- Arvid Wretlind (1919–2002), schwedischer Mediziner, entwickelte die intravenöse Ernährung